# Wang Ming
Advertiment: Wang Ming també és ell nom d'un artista nascut a Tianjin

Wang Ming (xinès simplificat: 王明, pinyin: Wáng Míng; Jinzhai, Anhui, 23 de maig de 1904 - Moscou, 27 de març de 1974) fou un veterà militant del Partit Comunista de la Xina, Secretari General del Partit Comunista de la Xina en funcions,(1931-1932), i un líder rival de Mao Zedong durant la dècada de 1930.

## Biografia
Malgrat pertànyer a una família camperola va poder estudiar essent un activista durant el seu període estudiantil. Ingressà al Partit Comunista el 1924. I va anar a la Universitat Sun Yat-sen de Moscou com altres universitaris xinesos i on es va familiaritzar amb el marxisme-leninisme. Va liderar el grup dels "Vint-i-vuit Bolxevics" format per Ming i altres companys que estudiaven a la URSS, Més endavant es casaria amb una membre d'aquest grup (Meng Qingshu). Aquests militants, en principi, havien de dirigir el partit quan tornessin al seu país. Les diferències internes van dificultar aquest objectiu. Ming va tornar a Moscou.on va desenvolupar tasques importants a la Komintern però exercia un control a distància del partit (1931).
Amb el replegament dels comunistes, a causa de la pressió del Kuomintang (KMT) es produeix la retirada denominada La Llarga Marxa i l'ascens de la figura de Mao. Ming va a Yan'an el 1937, i dues línies xoquen en el si del partit: la “internacionalista “ amb sintonia amb elKomintern i la “nacionalista” defensada per Mao. A més les discrepàncies afectaven al paper que havia de tenir el partit en el Front Unit amb el Kuomintang, contra els japonesos. Per aquest motiu, Ming deixà de banda part de les seves responsabilitat en el partit per dedicar-se plenament a la lluita contra l'invasor. Les desfetes del KMT van erosionar el prestigi del rival de Mao.
Wang Ming va essent marginat pels partidaris de Mao i, amb la fi de la Komintern el 1943, el seu futur polític es veu molt compromès. Només la intervenció de la URSS el deslliura d'un final similar al d'altres comunistes considerats dissidents. L'acusació de Ming d'un intent d'enverinament per part de Mao no ha quedat mai clara del tot (encara que per Jon Halliday i Jung Chang és un fet).
Un cop instaurada la República Popular de la Xina, Wang Ming va exercir càrrecs polítics però no dels més rellevants com anteriorment. El 1956 viatjà a la URSS al·legant raons mèdiques però no va tornar mai més a la Xina. Està enterrat al cementiri de Novodevitchi.